# Anomala cypriogastra
Anomala cypriogastra är en skalbaggsart som beskrevs av Ohaus 1938. Anomala cypriogastra ingår i släktet Anomala och familjen Rutelidae. Inga underarter finns listade i Catalogue of Life.